# Nemalons
Els nemalons (llatí: Nemaloni) foren un poble gal alpí assenyalat al Trofeu dels Alps entre els brodiontis (brodiontii) i els edenats (edenates); la seva situació és incerta però la més probable és la vall de Barceloneta de Provença.